# El Perdigón
El Perdigón – gmina w Hiszpanii, w prowincji Zamora, w Kastylii i León, o powierzchni 51,22 km². W 2011 roku gmina liczyła 792 mieszkańców.